# Інгеборга Дапкунайте
Інгеборга Дапкунайте (лит. Ingeborga Dapkūnaitė, 20 січня 1963, Вільнюс, Литовська РСР) — радянська та литовська акторка театру, кіно та телебачення, благодійниця. Заслужена артистка Литви (1989). Володарка премії «Ніка» 1994 року за найкращу жіночу роль.

## Життєпис

### Юність
Народилася 20 січня 1963 року у Вільнюсі.
Батько акторки Пятрас-Едмундас Дапкунас був дипломатом, а мати Інгеборга Сабаліте — метеорологинею. Батьки довгий час працювали в Москві, а дочка приїздила до них на канікули. У Вільнюсі мала Інгеборга залишалася під опікою бабусі з дідусем, а також тітки й дядька (музикантів в оркестрі), які робили все, щоб вона не відчувала тривалої відсутності батьків.
У 4 роки за протекцією своєї бабусі Геновайте Сабалене, адміністраторки вільнюського Театру опери та балету, вперше вийшла на сцену в ролі сина мадам Баттерфляй в постановці опери Пуччіні «Чіо-Чіо-сан». Після «оперного дебюту» драматичне мистецтво спочатку здавалося дівчинці не таким цікавим, через відсутність танців, пісень і музики. До того ж дитинство і юність пройшли з націленістю швидше на спортивну кар'єру: не без успіхів займалася фігурним катанням і баскетболом — національним видом спорту.
На горі Таурас, недалеко від будинку, де жила Інгеборга, розташовувався Палац профспілок, в якому була театральна студія, де Інгеборга займалася протягом 3 років.

### Початок кар'єри
Відразу після школи Інгеборга вступає в Литовську консерваторію (факультет хорового й театрального мистецтва, курс Йонаса Вайткуса). Також вона збиралася вступати до інституту іноземних мов, але в консерваторію були іспити на місяць раніше.
Після закінчення консерваторії у 1985 році починає працювати акторкою в Каунаському драматичному театрі, пізніше — в Молодіжному театрі у Вільнюсі під керівництвом Еймунтаса Някрошюса. Кінодебютувала у 1984 році у фільмі Раймундаса Баніоніса «Моя маленька дружина».
У 1991 році почала працювати в Лондонському театрі у виставі «Помилка мови» з Джоном Малковичем (реж. Саймон Стокса).

### Особисте життя
- Перший чоловік — Арунас Сакалаускас[6], актор і телеведучий
- Другий чоловік — Саймон Стокса, британський театральний режисер. Розлучилися в 2009 році.
- Третій чоловік[7] — Дмитро Ямпільський[8].

## Творча діяльність

### Театральні роботи
Каунаський драматичний театр, Вільнюс
Режисер Йонас Вайчкус
- «Пригода Макакенка», роль Макака мама
- «Уроки літератури» (за мотивами «Маленький принц», Екзюпері)
- «Антігона», роль Антігона
- «Buried child», Шеллі

Вільнюський Молодіжний театр, Вільнюс
Режисер Еймунтас Някрошюс
- «Голод»
- «Чайка», роль Ніни
- «Ніс», різні ролі

Театр Steppenwolf, Чикаго
- «Помилка мови» (грала разом з Джоном Малковичем, режисер Дасті Хьюг)

Театр Sheftesberry, Лондон
- «Помилка мови»
- «Лібра», режисером був Джон Малкович

Театр Hampstead, Лондон
- «Після Дарвіна», режисер Ліндсей Пошер
- «Місячне світло», роль Серени

Театр «Old Vic», Лондон
- «Клоака», режисер Кевін Спейсі

Театр Ronacher, Відень
- «Варіації Джакомо», режисер М. Штурмінгер; грала разом з Дж. Малковичем.

У рамках світового турне спектакль грався протягом майже трьох років на найкращих сценах світу, у тому числі в Німеччині, Росії, Австрії, Австралії, Франції, Еквадорі, Іспанії та інших.
Театр Ambassador, Лондон
- «Монологи Вагіни», постановка Ів Енслер

Театр «Практика», Москва
- «Віра Павлова. Вірші.»

Театр Націй
- «Жанна», реж. Ілля Ротенберг
- «Ідіот», реж. Максим Діденко

## Фільмографія
| Рік  |   | Українська назва       | Оригінальна назва     | Роль                                             |
| ---- | - | ---------------------- | --------------------- | ------------------------------------------------ |
| 2018 | ф | Червоний горобець      | Red Sparrow           | режисерка балету                                 |
| 2018 | с | Міст                   | Мост                  | Інґа Веерман, старший комісар естонської поліції |
| 2017 | ф | Матильда               | Матильда              | імператриця Марія Федорівна                      |
| 2015 | с | Окуповані              | Okkupert              | Ірина Сидорова                                   |
| 2011 | ф | Небесний суд           | Небесный суд          | працівниця відділу сновидінь Морфея              |
| 2009 | ф | Справа Фаруелла        | L'affaire Farewell    | Наташа                                           |
| 2009 | с | Доброволець            | Доброволец            | Лєна                                             |
| 2008 | ф | Нова Земля             | Новая Земля           | Марта                                            |
| 2008 | ф | Морфій                 | Морфий                | Ганна Миколаївна                                 |
| 2007 | ф | Молодий Ганнібал       | Hannibal Rising       | мати Лектера                                     |
| 2005 | ф | Нічний продавець       | Ночной продавец       | дружина власника крамниці                        |
| 2004 | ф | Зимова спека           | 25 degrés en hiver    | Соня                                             |
| 2002 | ф | Війна                  | Война                 | Маргарет                                         |
| 1997 | ф | Сім років у Тибеті     | Seven Years in Tibet  | Інґрід Геррер                                    |
| 1996 | ф | Місія нездійсненна     | Mission: Impossible   | Ганна Вільямс                                    |
| 1994 | ф | Стомлені сонцем        | Утомлённые солнцем    | Маруся, дружина комдива Котова                   |
| 1989 | ф | Інтердівчинка          | Интердевочка          | Кисуля                                           |
| 1989 | ф | Легенди пожежних       | Gaisrininkų legendos  | Марина                                           |
| 1988 | ф | 13-й апостол           | 13-й апостол          | Марія                                            |
| 1988 | ф | Осінь, Чертаново...    | Осень, Чертаново…     | Марія Наварзіна                                  |
| 1987 | ф | Недільний день в пеклі | Воскресный день в аду | Інґеборґа                                        |
| 1987 | ф | Загадковий спадкоємець | Загадочный наследник  | Ася Еріхонова                                    |
| 1985 | ф | Зодіак                 | Зодиак                | учениця                                          |

### Робота на телебаченні
У 2005 році була ведучою російської версії реаліті-шоу «Великий Брат» на каналі ТНТ. Протягом 95 днів Інгеборга і глядачі стежили за життям учасників, а в п'ятницю актриса вела прямий ефір, в ході якого вирішувалася доля одного з них.
У 2006 році стала учасницею проєкту «Зірки на льоду», каталася в парі з Олександром Жуліним.
У фіналі Конкурсу пісні Євробачення 2009 року, що проходив в Росії, оголошувала бали, які отримали учасники конкурсу шляхом голосування телеглядачів.
Була гостею програми «Прожекторперісхілтон», «проти ночі», «Вечірній Ургант» «Кіно в деталях», «Смак» і т. д.

## Педагогічна діяльність
Є куратором акторського факультету Московської Школи Кіно.

## Громадянська позиція
Засудила російське вторгнення в Україну у 2022 році. Виїхала з країни, живе у Брюсселі. Вважає помилкою, що не виїхала з Росії у 2014 році після окупації Криму.

## Нагороди та номінації
- 1989 Заслужена артистка Литовської РСР (остання володарка звання)
- 1992 Золотий Овен — найкраща акторка року, фільм «Циніки»
- 1994 Міжнародний Женевський кінофестиваль — спеціальний приз журі «Зірка завтрашнього дня», фільм «Підмосковні вечори»
- 1994 Ніка — найкраща жіноча роль, фільм «Підмосковні вечори»
- 2005 Астра — номінація «Стиль в кіно»
- 2014 премія імені Олега Янковського[15]

## Член журі
- Програми «Сінефондасьйон» Каннського Кінофестивалю 2003 року.
- Міжнародного Берлінського Кінофестивалю 2005 року[16]
- Міжнародного Кінофестивалю в Мар-дель-Платі 2005 року
- 67-го Венеціанського кінофестивалю (2010 рік)[17]

## Благодійність
Інгеборга Дапкунайте є співголовою опікунської ради московського благодійного фонду допомоги госпісу «Віра».
Продюсерка вистави «Доторкані» за участю сліпоглухих людей, що є частиною спільного проєкту фонду «Єднання» та театру Націй.
Перебуває в опікунській раді фонду «Друзі».